# Washington and Lee Generals
Washington and Lee Generals (Generales de Washington y Lee) es el equipo deportivo que representa a la Universidad Washington y Lee  ubicada en Lexington, Virginia en la NCAA Division III como miembro de la Old Dominion Athletic Conference con 24 equipos deportivos y en lucha en la Centennial Conference.

## Historia
Washington y Lee fue uno de los miembros fundadores de la Virginia Intercollegiate Athletic Association en 1900, también formó parte de la Division I en la Southern Conference en 1921. Los Generals estuvieron en la SoCon hasta 1958. Durante ese tiempo enfrentaron a otras universidades del estado de Virginia como Virginia, Virginia Tech, VMI (también ubicada en Lexington) y William & Mary. La sección de baloncesto masculino de los Generals basketball ganaron la Southern Conference dos veces: 1934 y 1937. El equipo de fútbol americano tuvo una aparición en el Gator Bowl de 1951 ante Wyoming.
Tras irse de la Southern Conference, los Generals pasaron a jugar en la NCAA Division III y se integraron a la College Athletic Conference en 1962. Después se movieron a la Old Dominion Athletic Conference en 1976 como uno de sus miembros fundadores. El equipo de lacrosse masculino de Washington & Lee fue el único que se mantuvo en la Division I hasta 1987.

## Deportes
| Masculino - Béisbol - Baloncesto - Cross Country - Fútbol Americano - Golf - Atletismo bajo techo - Lacrosse - Atletismo - Ecuestre - Fútbol - Natación - Tenis - Lucha | Femenino - Baloncesto - Cross Country - Hockey Sobre Hierba - Golf - Atletismo - Lacrosse - Atletismo bajo techo - Ecuestre - Fútbol - Natación - Tenis - Voleibol |

### Campeonatos nacionales
Washington and Lee ha ganados dos campeonatos nacionales de la NCAA. En 1988 el equipo de tenis masculino ganó el título de la NCAA Division III. En 2007 el equipo de tenis femenil ganó la NCAA Division III. En 2006, 2010, 2011, 2012, 2015, 2017, y 2021 los Generals en fútbol americano ganaron el campeonato de la Old Dominion Athletic Conference. En 2009 el equipo de baloncesto de los Generals ganó el campeonato de la ODAC.

### Lacrosse

#### Masculino
El primer equipo de lacrosse masculino de Washington and Lee jugó en 1938 en la Dixie Lacrosse League con Virginia, Duke y North Carolina. Los Generals pronto tuvieron éxito al ganar el campeonato de la Dixie League en 1939 y 1940. No tuvo equipo entre 1943 y 1946.  El equipo fue reinstalado en 1947.
Luego de que la universidad fuera degradada a Division III en 1958, el equipo de lacrosse se mantuvo en la Division I hasta 1987. Washington and Lee cuenta con siete apariciones en el campeonatos de la NCAA Division I: 1972, 1973, 1974, 1975, 1976, 1977, 1978, 1980. Los Generals llegaron a las semifinales en tres ocasiones en 1973, 1974 y 1975.
Desde 1987 Washington and Lee ha ganado 11 títulos de la Old Dominion Athletic Conference (ODAC): 1991, 1993, 1994, 1995, 1999, 2000, 2002, 2004, 2009, 2016 y 2019.  Washington and Lee ha estado en 13 ocasiones en el NCAA Division III Men's Lacrosse Championship: 1987, 1991, 1993, 1998, 1999, 2000, 2002, 2004, 2009, 2013, 2016, 2018 y 2019. Los Generals avanzaron hasta los cuartos de final en 1998, 1999 y 2004; y llegaron a las semifinales tres veces en 1987, 2000 y 2002.
El miembro del Salón de la Fama de Washington and Lee Hall, el entrenador Jack Emmer es conocido por crear la jugada conocida como "El Armadillo" que es cuando cinco jugadores rodean a un jugador con la bola, lo ven de frente y ponen los brazos como defensa solo a sus espaldas. Todo intento de la defensa por recuperar la bola resultad en castigo. Washington and Lee quedaba con un jugador más en el campo como consecuencia. Washington and Lee usó con éxito esa jugada en 1982 ante UNC. Después del juego, el Armadillo fue declarado ilegal por el comité de reglas de la NCAA.
Washington and Lee fue conocido por dar la mayor sorpresa de un equipo no clasificado en una temporada luego de que vencieron a Morgan State quien entonces era el #1 en el primer partido de la temporada de 1975.  W&L tuvo una racha de 28 vicgtorias seguidas y estuvo invicto en casa tres años en ese tiempo.
Washington and Lee enfrenta a VMI en el Lee-Jackson Lacrosse Classic cada año. VMI es como el vecino de atrás de W&L en Lexington, VA. El Clásico es nombrado así por Robert E. Lee y Stonewall Jackson. Lee fue presidente de W&L's entre 1865-1870 y Jackson fue profesor en VMI entre 1851-1861. Se juega cada primavera como parte de la temporada principal de lacrosse hasta 2007 cuando se movió a otoño como un partido de exhibición.  W&L tiene la ventaja histórica 31-4 ante VMI. El trofeo es una placa con unas espadas cruzadas.
Washington and Lee compite ante Christopher Newport cada año en el Virginia LtN Cup y da apoyo a LtN.  LtN (llamado "Lacrosse the Nations"), una organización que usa el lacrosse y otras actividades físicas para enseñar la importancia de como las actividades físicas en la vida ayudan a que la educación y la health pueden crear oportunidades y esperanza que los jóvenes necesitan. W&L tiene la ventaja histórica 6-3 ante Christopher Newport.